# Bataille de la rivière Salouen
 (février 2015).
Si vous disposez d'ouvrages ou d'articles de référence ou si vous connaissez des sites web de qualité traitant du thème abordé ici, merci de compléter l'article en donnant les références utiles à sa vérifiabilité et en les liant à la section « Notes et références ».
Guerre Dzoungar-Qing
La bataille de la rivière Salouen (ou Salween) est une bataille de la guerre Dzoungar-Qing, qui eut lieu en septembre 1718, près de la rivière Salouen, sur le plateau du Tibet, entre un corps expéditionnaire envoyé par la Dynastie Qing à Lhassa et des Mongols Oïrats Dzoungars qui bloquent leur route.
Après que Tsewang Dondub, sous les ordres de Tsewang Rabtan, Grand Khan du Khanat dzoungar, a conquis Lhassa et tué en 1717 le gouverneur Qoshot du Tibet, Lhazang Khan, l'empereur Kangxi dépêche en 1718 une armée pour chasser les Dzoungars. Il a rassemblé des militaires mandchous et huis à Xining, dans la province du Qinghai, où s'est réfugié Kelzang Gyatso, le VIIe dalaï-lama, alors âgé de 10 ans, au monastère de Kumbum.
Dirigés par le mandchou Erentei (额伦特 / 額倫特, élúntè) de la Bannière rouge à bordure, ils prennent alors la route en direction de Lhassa et passent par la région désertique du plateau du lac Qinghai. Les soldats se fatiguent et doivent s'arrêter, à 1 000 kilomètres de Xining, sur les bords de la rivière Salouen, à proximité de Lhassa. Ils y construisent un fort de pierre. Alertés par cette présence, les Dzoungars lèvent des troupes, accompagnées de Tibétains, et marchent au devant des troupes Qing. Fatigués, malades et à court de provisions, les troupes d'Erentei proposent de se rendre le 20 novembre. Le lendemain, lorsqu'ils sortent du fort, les soldats sont massacrés ou fait prisonniers par les Dzoungars et les Tibétains, et Erentei lui-même est tué.